# ناحية مركز السقيلبية
ناحية مركز السقيلبية إحدى نواحي سوريا تتبع إداريّاً لمحافظة حماة منطقة السقيلبية ومركزها بلدة السقيلبية، بلغ تعداد سكان الناحية 49,686 نسمة حسب التعداد السكاني لعام 2004.

## بلدات وقرى ناحية مركز السقيلبية
عبر بيت سيف، أبو كليفون، عمورين، السقيلبية، بلونة، بريج، الخندق الشرقي، عين الكروم، عين وريدة، عناب، حيالين، حورات عمورين، جرنية الطار، قلعة الجراص، الكرامة، الخنساء (الشعثة)، المكسر، مشتى الشلاهمة، نبع الطيب، عوينة، السعيدية، صلبا، ساقية نجم، شطحة، الشجر، طاحونة الحلاوة، تل التتن، تل كمبتري، الخندق الغربي، الحرة، الريحانة، روضة الطار.